# ピーボディ大学
ピーボディ大学（Peabody College of Education and Human Development）は、アメリカ合衆国テネシー州のナッシュビルにある私立大学。ヴァンダービルト大学グループに属する。
1875年にナッシュビル大学が2つの教育機関に分かれる際に創立した。 プレパラトリー・スクールであるUniversity School of Nashville がナッシュビル大学から分割され、「ピーボディ普通学校」と名付けられたが、その後すぐに「ジョージ・ピーボディ教育大学」として知られるようになった。
ピーボディは、2009年、2010年、2011年、2012年、2013年、『USニューズ&ワールド・レポート』誌の大学院ランキング教育学部門で第1位だった。

## 歴史
1785年、ピーボディは当時ノースカロライナ州の一部であったテネシー州の認可を受けた「デイヴィッドソン・アカデミー」としてその歴史が始まった。1806年から1826年まで「カンバーランド大学」という名であり、1827年、「ナッシュビル大学」と改名された。1875年、ジョージ・ピーボディが創立したピーボディ教育基金から経済支援を受け、州議会は州立普通学校としての認可に変更し、1889年、ピーボディ普通大学となった。
1911年以降、ピーボディ大学はヴァンダービルト大学の向かい側に移転した。後にヴァンダービルト大学に合併され、現在ヴァンダービルト大学ピーボディ教育発達科学大学として知られている。
この場所は1906年に焼失したアフリカ系アメリカ人のためのロジャー・ウィリアムズ大学跡地であった。1960年代、付属校(現在のUniversity School of Nashville )がナッシュビルの最初の被差別高等学校の1つとなったにもかかわらず、ピーボディは白人大学であった。
ピーボディは特にアメリカ合衆国南部では教育学で名声をあげた。ジョージ・ピーボディの名を冠した基金により経済的豊かさがその理由の1つとされる。ピーボディのメイン・キャンパス向かいに位置するが、ヴァンダービルトからよりピーボディに近い大学合同図書館などいくつかの施設を共有していた。またピーボディの学生はヴァンダービルトの予備役将校訓練課程(ROTC)やマーチング・バンドに参加することが可能であった。1970年代初頭、ピーボディの学生はヴァンダービルトの運動部に参加することが可能となった。それまでピーボディは体育学部があり、スポーツ奨学生が多数いたにもかかわらず独自の運動部がなく、フットボールなどヴァンダービルトの運動部に参加したくともできなかった。
1965年、22棟の校舎のある50エーカー(20万m2)のキャンパスはアメリカ合衆国国定歴史建造物に登録された。
1970年代までにピーボディは経済危機に陥り、ヴァンダービルトとの合併か完全閉鎖かの選択を迫られ、1979年、ヴァンダービルトと合併することとなった。

## ヴァンダービルトの一部としての発展
合併以降長年ピーボディはヴァンダービルトとは別物とされていたが、現在はそうでもない。2008年、ピーボディにはヴァンダービルトの1年生の寮である「ザ・コモンズ」が設置された
。
現在、組織としてもピーボディはヴァンダービルトの重要な一部となっている。大学および大学院の教育のみならず、ヴァンダービルト大学医療センターと共に学習や認識力の研究を行なっており
、National Center on School Choice およびNational Center on Performance Incentives の2箇所から財政援助を得ている。2009年、2010年、2011年、2012年、2013年、『USニューズ&ワールド・レポート』誌の大学院ランキング教育学部門でピーボディは第1位となった。

## 著名な出身者
- セオドア・G・ビルボー (1877年–1947年)-副知事、ミシシッピ州知事、ミシシッピ州上院議員
- ジョージ・ドアティ (1920年–1987年)-ルイジアナ州カレッジフットボール監督、教育者
- ローラ・ヴァーノン・ハムナー (1871年–1968年)-テキサス州拠点の作家
- レッド・グルームズ (1937年-)-ニューヨーク拠点のポップアート芸術家
- シルヴィア・ハイマン (1917年–2012年)-1963年修士号取得、陶芸家、ピーボディで教鞭をふるっていた[9]
- ウィリアム・インジ (1913年–1973年)-劇作家
- ガーニー・W・マギンティ (1900年–1984年)-ルイジアナ州の歴史家
- W・ウィンフレッド・ムーア (1919年頃-)-テキサス州アマリロの聖職者
- ベティ・ペイジ (1923年–2008年)-アメリカのポップ・カルチャーのアイコン
- エドウィン・リチャードソン (1875年–1950年)-ルイジアナ州の教育者
- マーサ・E・ロジャーズ (1914–1994)-看護学者、Science of unitary human beings の創始者
- クリスティン・サドラー (1902年–1983年)-ワシントンD.C.のジャーナリスト、作家、雑誌編集者
- ジョン・リドリー・ストゥループ (1897年-1973年)-心理学者
- ハワード・ジャスタス・マギニス (1882年4月4日–1971年4月26日)-1927年博士号取得、1944年から1946年8月までイーストカロライナ大学の学長代理。マギニス・シアターは彼の名にちなんで名付けられた。
- ティッパー・ゴア (1948年-)-1975年、修士号取得[10]